# 1471
- Wikisource

| Calendário gregoriano                                                        | 1471 MCDLXXI                                         |
| Ab urbe condita                                                              | 2224                                                 |
| Calendário arménio                                                           | 920 – 921                                            |
| Calendário bahá'í                                                            | -373 – -372                                          |
| Calendário budista                                                           | 2015                                                 |
| Calendário chinês                                                            | 4167 – 4168 Início a 21 de janeiro (aproximadamente) |
| Calendário copta                                                             | 1187 – 1188                                          |
| Calendário etíope                                                            | 1463 – 1464                                          |
| Calendários hindus - Vikram Samvat - Calendário nacional indiano - Cáli Iuga | 1526 – 1527 1392 – 1393 4571 – 4572                  |
| Calendário Holoceno                                                          | 11471                                                |
| Calendário islâmico                                                          | 876 – 877                                            |
| Calendário judaico                                                           | 5231 – 5232                                          |
| Calendário persa                                                             | 849 – 850                                            |
| Calendário rúnico                                                            | 1721                                                 |
| Calendário solar tailandês                                                   | 2014                                                 |

1471 (MCDLXXI, na numeração romana) foi um ano comum do século XV do Calendário Juliano, da Era de Cristo, e a sua letra dominical foi F (52 semanas), teve início a uma terça-feira e terminou também a uma terça-feira.
| Ano completo                       |
| ---------------------------------- |
| Ano comum com início à terça-feira |

## Eventos
- 12 de Fevereiro - Nomeação de Estevão Vaz como primeiro vigário da ilha de São Miguel.
- Extinção do apelido "Azinhal" na Ilha da Madeira.
- 4 de Maio - Guerra das rosas: O deposto Eduardo recuperou o apoio do duque de Clarence e imprimiu uma expressiva vitória na Batalha de Barnet, onde novamente Eduardo IV foi empossado como rei da Inglaterra.
- João de Santarém e Pêro Escobar cruzam o Equador e descobrem o Hemisfério Sul, iniciando a navegação guiada pelo Cruzeiro do Sul. Vão do golfo da Guiné à foz do Níger.

## Nascimentos
- 21 de maio - Albrecht Dürer, pintor alemão († 1528).

## Mortes
- 14 de Abril - Ricardo Neville, Conde de Warwick, o fazedor de reis da guerra das rosas (em batalha) (n. 1428).
- 4 de Maio - Eduardo, Príncipe de Gales, na batalha de Tewksbury (n. 1453).
- 21 ou 22 de Maio - Rei Henrique VI de Inglaterra, assassinado na Torre de Londres (n. 1421).
- 17 de Dezembro - Isabel de Portugal, duquesa da Borgonha (n. 1397).
- Maria Portocarreiro, VII Senhora de Moguer.
- Pachacuti Inca,  9º Imperador Inca de Cusco
- 25 de Julho - Tomás de Kempis, monge e escritor alemão (n. 1380).